# Clubul Internațional al Mării Negre
Clubul Internațional al Mării Negre este o organizație neguvernamentală ce reunește mai multe orașe de pe malul Mării Negre, dar și din vecinătatea acesteia. Organizația are statut de observator în cadrul Organizației de Cooperare Economică la Marea Neagră. A fost creată în 1992 în orașul Odesa, Ucraina, și actualul președinte este Ionuț Florin Pucheanu, primarul orașului Galati (Romania).

## Membri
- Bulgaria - Burgas, Varna;
- Georgia - Poti, Batumi, Sokhumi;
- Grecia - Piraeus, Thessaloniki, Kavala;
- Italia - Trieste;
- Republica Moldova - Tiraspol;
- România - Constanța, Galați;
- Rusia - Azov, Taganrog;
- Turcia - Trabzon, Samsun, Izmir;
- Ucraina - Odesa, Mykolaiv, Sevastopol, Illichivsk, Kherson, Yuzhne, Mariupol, Yalta, Feodosiya;